# Tubby Hayes
Pour les articles homonymes, voir Hayes.
Edward Brian "Tubby" Hayes (30 janvier 1935, Saint-Pancras, Londres, Angleterre - 8 juin 1973, Hammersmith, Londres, Angleterre) est un saxophoniste, flûtiste et vibraphoniste de jazz britannique. Surtout connu pour le saxophone ténor, il est considéré comme l'un des plus grands musiciens de jazz britanniques.

## Jeunesse
Hayes est né à Saint-Pancras, à Londres. Son père, violoniste à la BBC lui apprend le violon dès son plus jeune âge. À dix ans, Hayes savait jouer du piano et il commence le saxophone ténor à onze ans.
Après avoir joué dans divers orchestres semi-professionnels dans la région de Londres, Hayes quitte l'école et commence sa carrière professionnelle à l'âge de quinze ans.

## Carrière
En 1951, à seize ans, Hayes rejoint le sextet de Kenny Baker, puis joue dans les big-bands de Bert Ambrose, Vic Lewis et Jack Parnell. En 1955, il forme son propre octet, avec lequel il part en tournée dans tout le Royaume-Uni pendant dix-huit mois. C'est à cette époque qu'il se met à la flûte et au vibraphone mais c'est le saxophone ténor qui fera sa réputation.
Musicien très prolifique, il enregistre de nombreux albums de la fin des années 50 jusqu'à sa mort. Il a également travaillé pour la radio, la télévision et le cinéma.
Il apparaît dans plusieurs films, comme All Night Long (Tout au long de la nuit) (1961) avec notamment Charles Mingus et Dave Brubeck ou Un roi à New York, de Charles Chaplin (1957).
Hayes participe également à de nombreux festivals de jazz : Antibes, Lugano, Vienne, Berlin.
Dans les années soixante, il dirige plusieurs ensembles, quartet, quintet, big band, dans lesquels on trouve souvent Jimmy Deuchar et Allan Ganley, mais aussi Ronnie Ross, Johnny Scott ou Ronnie Stephenson.
Mais les temps sont difficiles pour les musiciens de jazz : le rock 'n' roll puis les Beatles ont quasiment fait disparaître le jazz britannique à la fin de la décennie. Les choses sont rendues plus difficiles encore par l'addiction de Hayes à la drogue, avec de lourdes conséquences sur sa santé. À la fin des années soixante, il subit une opération à cœur ouvert. Il reprend ses activités en 1971 malgré une autre opération et part en tournée en Norvège et en Suède en 1972.

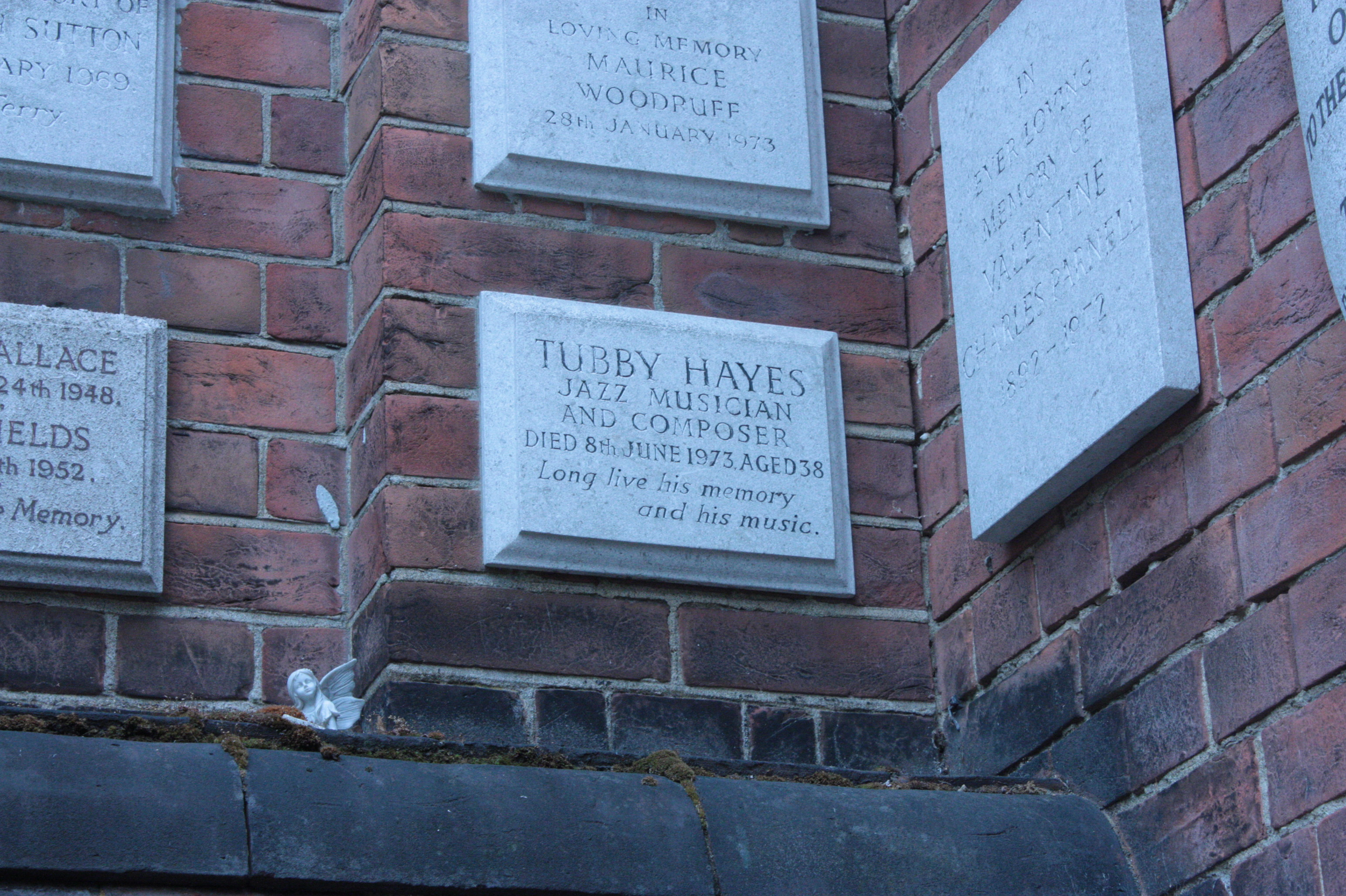
Plaque commémorative au crématorium de Golders Green.

En 1973, il meurt à l'âge de 38 ans au cours d'une autre opération du cœur.

## Discographie
- 1955 : The Swinging Giant Volume 1
- 1955 : Tubby Hayes Quartet
- 1956 : After Lights Out
- 1956-57 : The Swinging Giant Volume 2
- 1957-59 : The First and Last Words
- 1957 : Pub Crawling (avec Jimmy Deuchar et Stan Tracey)
- 1957 : Tubby Hayes and the Jazz Couriers
- 1958 : In Concert
- 1959 : The Eighth Wonder
- 1959 : Tubby Hayes and the Jazz Couriers
- 1959 : The Last Word
- 1959 : Tubby's Groove
- 1961 : Tubbs
- 1961 : Tubby Hayes Quartet
- 1961 : Tubbs in NY
- 1962 : Late Spot at Scott's
- 1962 : Down in the Village
- 1962 : Equation in Rhythm
- 1962 : Tubby's Back in Town
- 1962 : TH and the All Stars: Return Visit
- 1963 : A Tribute: Tubbs
- 1963 : What the Dickens! - Johnny Dankworth and his Orchestra
- 1963-65 : Live in London volumes 1 & 2
- 1963-66 : Night and Day
- 1964 : Tubbs' Tours - Tubby Hayes and His Orchestra
- 1965 : Just Friends - avec Paul Gonsalves
- 1965 : Le Liquidateur - Lalo Schifrin
- 1966 : Jazz Tête à Tête
- 1966 : 100 Percent Proof
- 1966 : Addictive Tendencies
- 1966 : Sound Venture - Georgie Fame et le Harry South Big Band
- 1967 : For Members Only
- 1967 : Mexican Green
- 1969 : Live 1969
- 1969 : 200 Percent Proof
- 1970 : The Orchestra
- 1972 : Quartet in Scandinavia

## Sources
- (en) Ian Carr, Digby Fairweather et Brian Priestley — The Rough Guide to Jazz  (ISBN 1-85828-528-3)
- (en) Jack Massarik — "Mr 100 percent" (dans Jazzwise 90, septembre 2005)
- (en) Simon Spillett — The Long Shadow of the Little Giant: The Life, Work and Legacy of Tubby Hayes  (ISBN 978-1781791738)